# Hosszúvíz
Hosszúvíz is een plaats (község) en gemeente in het Hongaarse comitaat Somogy. Hosszúvíz telt 70 inwoners (2001).